# ایوزیچی
ایوزیچی (به صربی: Ivezići) یک منطقهٔ مسکونی در صربستان است که در پریژپولجه واقع شده‌است. ایوزیچی ۱۷۰ نفر جمعیت دارد.